# Eriko Takeda
 (août 2017).
Si vous disposez d'ouvrages ou d'articles de référence ou si vous connaissez des sites web de qualité traitant du thème abordé ici, merci de compléter l'article en donnant les références utiles à sa vérifiabilité et en les liant à la section « Notes et références ».
Pour les articles homonymes, voir Takeda.
Eriko Takeda (武田 絵利子, Takeda Eriko)
est une actrice d'origine japonaise.

## Biographie
Elle a fait des études de lettres et littérature et des cinématographiques à l'université du Sacré-Cœur au Japon où elle obtient une licence. Parallèlement elle a pris des cours du théâtre à Yokohama et à Tokyo. Au cours du  Festival de Film Français à Yokohama, elle a sympathisé avec le producteur Gilles Sandoz et c’est grâce à ce dernier qu’elle a décidé de venir en France pour y travailler comme actrice. 
Depuis 2006, elle a participé à des séries TV comme Vénus et Apollon ainsi que dans de nombreux courts‐métrages... 
En 2010, elle a fait sa première apparition dans le long métrage de  Jean-Pierre Mocky Crédit pour tous aux côtés de Dominique Pinon, Rufus et Arielle Dombasle. 
En 2011, elle partage l'affiche avec Gérard Depardieu dans Grenouille d'hiver de Slony Sow où elle a eu des prix d'interprétation : Best Actress Award au Flyway Film Festival (en) aux États-Unis, et Best Supporting Actress au Festival international du film de Monaco (en).

## Filmographie

### Cinéma
- 2012 : Possible de Simon Eléphant
- 2011 : À votre bon cœur, mesdames de Jean-Pierre Mocky
- 2011 : Anata O Korosu de Philippe David Gagné et Jean-Marc E. Roy
- 2011 : Grenouille d'hiver de Slony Sow
- 2010 : Crédit pour tous de Jean-Pierre Mocky
- 2010 : Le Plueriste de Slony Sow
- 2009 : L'Étranger de Guillaume Foirest
- 2007 : Cure Être-Bien de Blandine Lenoir
- 2006 : Panorama de Loo Hui Phang
- 2006 : Plus ou moins de Gianguido Spinelli
- 2013 : Deux automnes trois hivers de Sébastien Betbeder
- 2022 : Umami de Slony Sow

### Télévision
- 2013 : Hitchcock by Mocky
- 2009 : Carlos ou Le Prix du Chacal d’Olivier Assayas
- 2009 : L'Instant Lutz d’Alex Lutz
- 2008 : Expats d’Eric Ellena
- 2008 : Les Mules de Pape de Slony Sow
- 2007 : Vénus et Apollon de Pascal Lahmani
- 2007 : Hard de Cathy Verney